# Big Lurch
Big Lurch, alias för artisten Antron Singleton, född 15 september 1976, är en amerikansk rappare från Texas.
Han dömdes 2003 till livstids fängelse för att 2002 ha mördat en kvinna och ätit delar av hennes kropp medan han var påverkan av drogen PCP.